# Madelon van der Poel
Madelon van der Poel (22 september 1983) is een Nederlandse musicalactrice en zangeres. Ze woont in Tilburg.

## Levensloop
Van der Poel studeerde in 2006 af aan de Fontys Dansacademie, daarna speelde ze in musicals als Tika is jarig, Grease, Fame en Anatevka. In 2009 kreeg ze landelijke bekendheid in Nederland en België door haar deelname aan K2 zoekt K3. In de finale behaalde ze de derde plaats.
Ook speelde ze in 2010 in de musical Legally Blonde.